# فيالق البانزر
فيلق بانزر (بالألمانية: Panzerkorps)‏ فيلق مدرع في الفيرماخت الألماني النازي خلال الحرب العالمية الثانية. تم تقديم الاسم في عام 1941، عندما تمت إعادة تسمية الفيلق الآلي ( Armeekorps (mot) أو AK (mot) ) إلى فيلق بانزر. تم إنشاء فيلق بانزر في جميع أوقات الحرب، وكان موجودا في الجيش، و فافن إس إس وحتى لوفتفافه.

## الهدف
خضع فيلق بانزر للتحول مع استمرار الحرب. في البداية، كانت القوة الضاربة الرئيسية للفايرماخت، وكانت تتألف من فرق المشاة الآلية ( ID (mot) ) وفرق البانزر. في وقت لاحق من الحرب، كان من الممكن العثور على فيلق بانزر يتكون فقط من فرق المشاة.
خلال الفترة الأولى من الحرب، تم تجميع فرق بانزر السابقة والفيالق الميكانيكية في مجموعات بانزر المختلفة ( Panzergruppen ). تم تسمية مجموعات بانزر (أي لم يتم تخصيصها بأرقام) خلال الحملات في بولندا وفرنسا واليونان، ولم يتم استخدامها على الإطلاق في النرويج والدنمارك في عام 1940، وتم ترقيمها من 1-4 خلال النصف الأول من العام للحرب ضد الاتحاد السوفيتي. في الحالة الأخيرة، تكونت مجموعة بانزر عادة من اثنين أو ثلاثة من فيالق آلية. كانوا عنصر الحركة التشغيلية في مجموعة الجيوش الشمالية ومجموعة الجيوش الوسطى ومجموعة الجيوش الجنوبية. خدم الفيلق الآلي كعنصر قيادة تكتيكي في هيكل القيادة ، حيث عملت الأقسام الفردية كعناصر قتالية تكتيكية. [بحاجة لتوضيح]

## قائمة فيالق البانزر
الفيالق التالية AK (mot) ولاحقًا Panzerkorps أو تم إعداده كـ فرق بانزر.  تم تخصيص تشكيلات الفيرماخت بالأرقام الرومانية أو الأسماء:

### الجيش
- فيلق بانزر الثالث
- فيلق بانزر الرابع
- فيلق بانزر السابع
- فيلق بانزر الرابع عشر
- فيلق بانزر التاسع عشر
- فيلق بانزر الرابع والعشرون
- XXXVIII Panzer Corps
- XXXIX Panzer Corps
- فيلق بانزر XL
- فيلق بانزر XXXXI
- XLVI Panzer Corps
- XLVII Panzer Corps
- فيلق بانزر الحادي والأربعون
- LVI Panzer Corps
- LVII Panzer Corps
- LVIII Panzer Corps (ألمانيا)
- LXXVI Panzer Corps
- فيلق بانزر Feldherrnhalle
- فيلق بانزر جروسدوتشلاند

### فافن-إس إس
- فيلق بانزر إس إس 1
- فيلق بانزر إس إس 2
- الثالث (الجرمانية) SS بانزر فيلق
- رابعا SS بانزر فيلق
- السابع SS بانزر فيلق

### لوفتفافه
- فيلق المظليين هيرمان جورينج